# تل بمیان
تل بمیان . ( ت َ ب ِم) (اِخ )دهی است، از دهستان تل بزان شهرستان مسجدسلیمان شهر اهواز در استان خوزستان ، در ۱۹ هزار گزی جنوب خاوری مسجد سلیمان سر راه شوسه ٔشرکت نفت واقع است و ۱۳۰ تن سکنه دارد. (از فرهنگ جغرافیایی ایران ج ۶). 
ساکنینش از طایفه ٔشهنی ، از شاخه هفت لنگ ایل بختیاری‌اند.